# Benetice (Světlá nad Sázavou)
Benetice este un sat în apropiere de orașul Světlá nad Sázavou (Republica Cehă).
Acolo era mai de mult o fabrică de sticlă. Satul are un camping care era folosit ca tabără de pionieri în timpul societății socialiste.

## Galerie foto

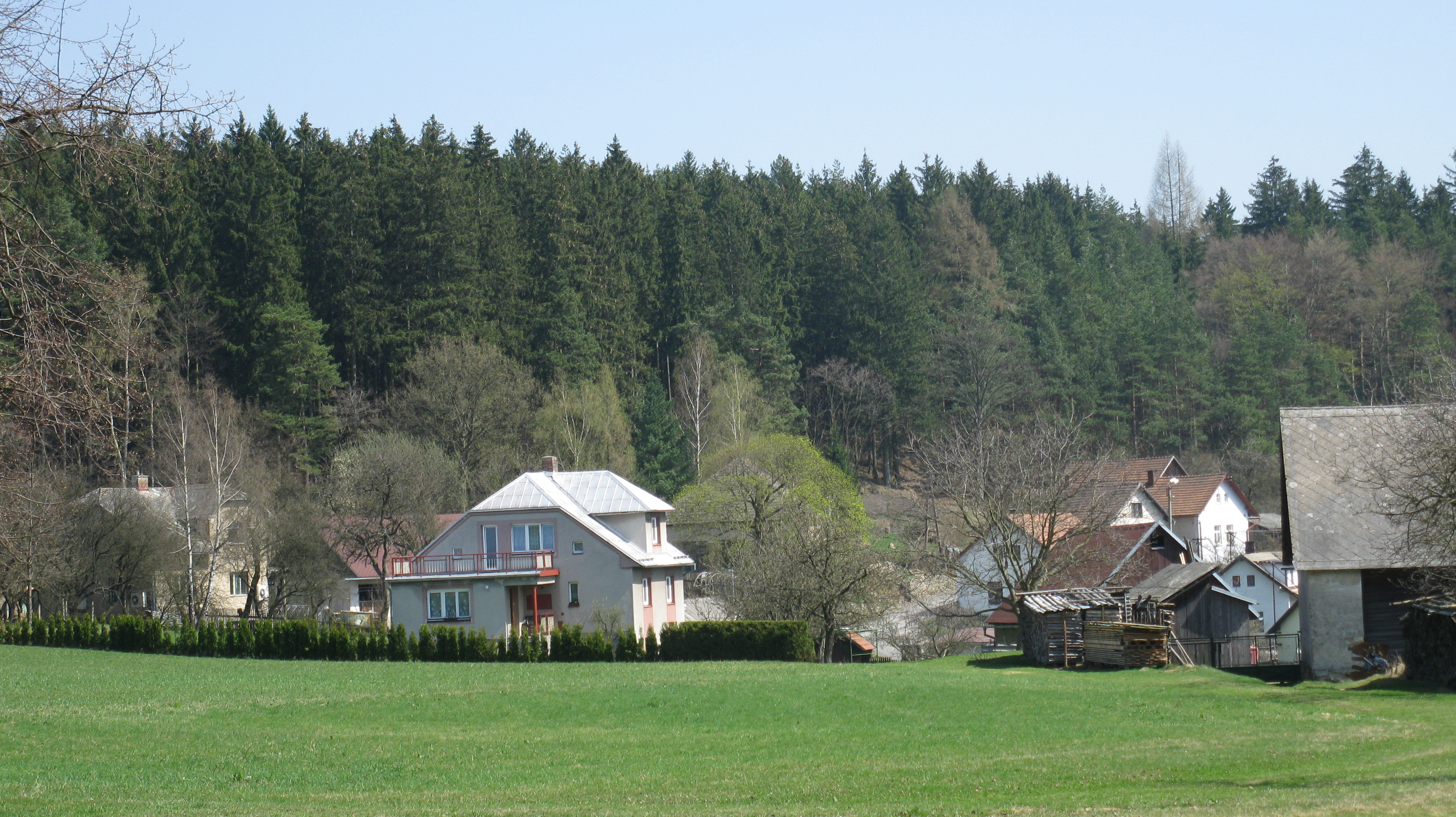
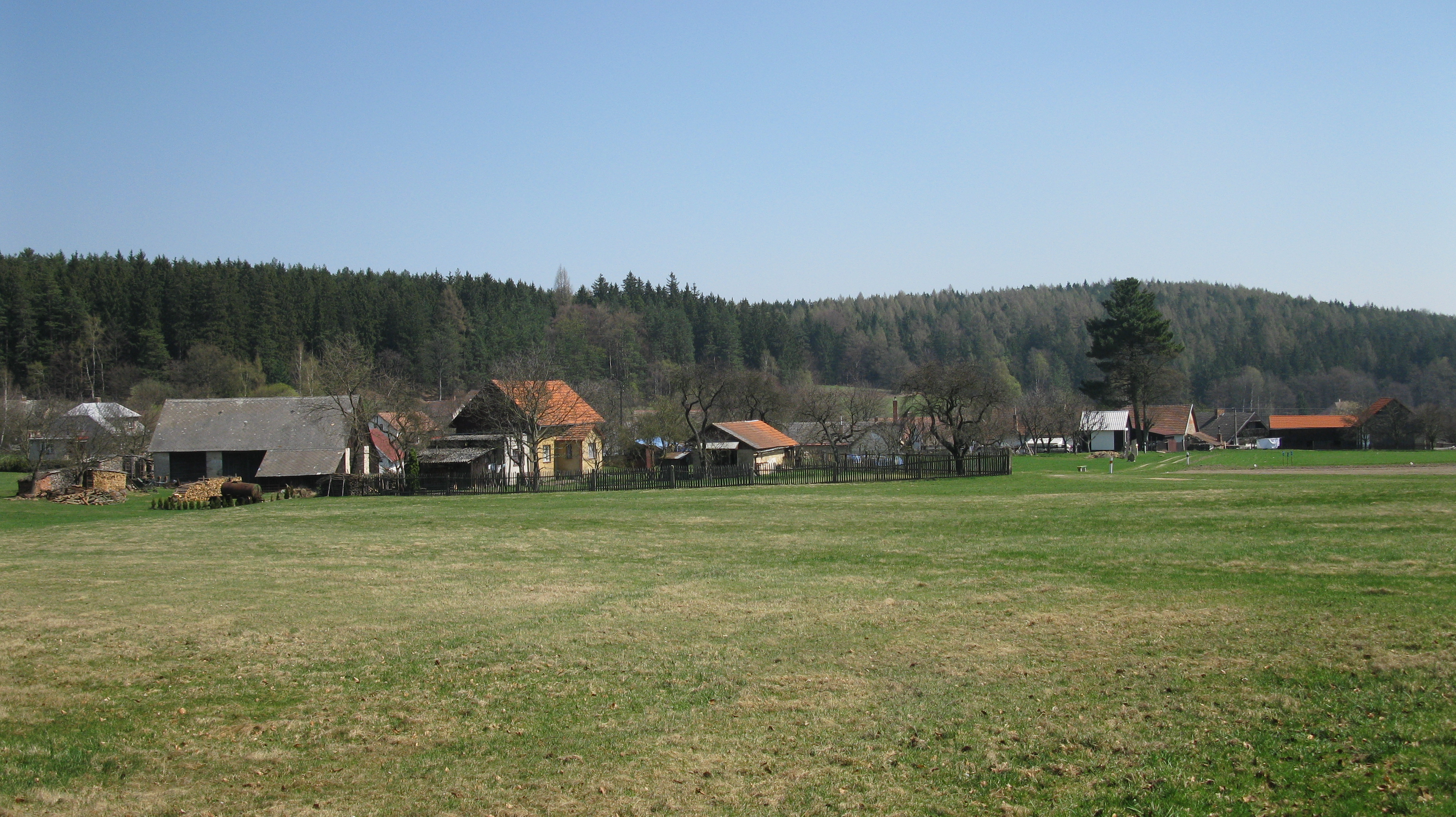
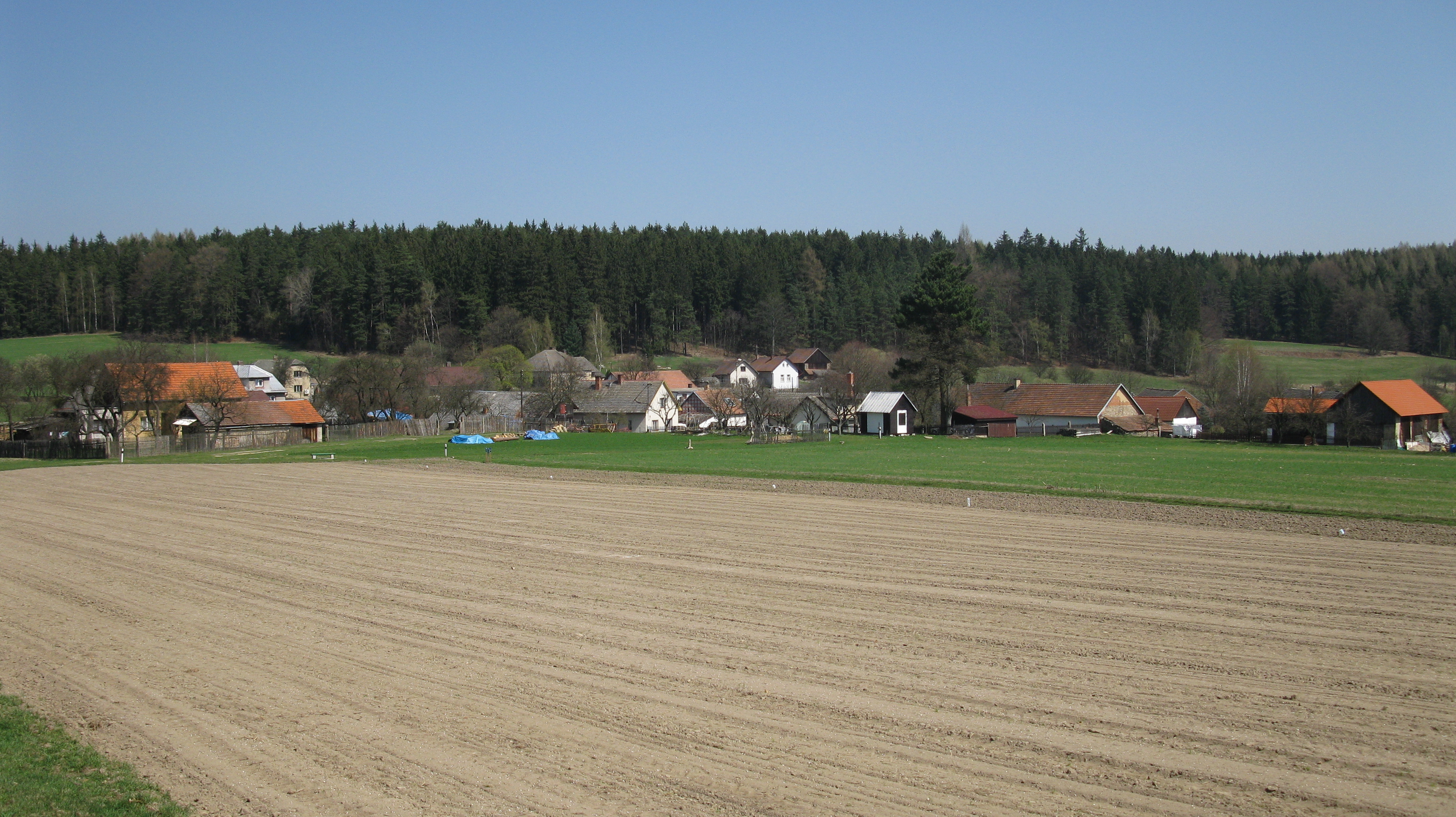
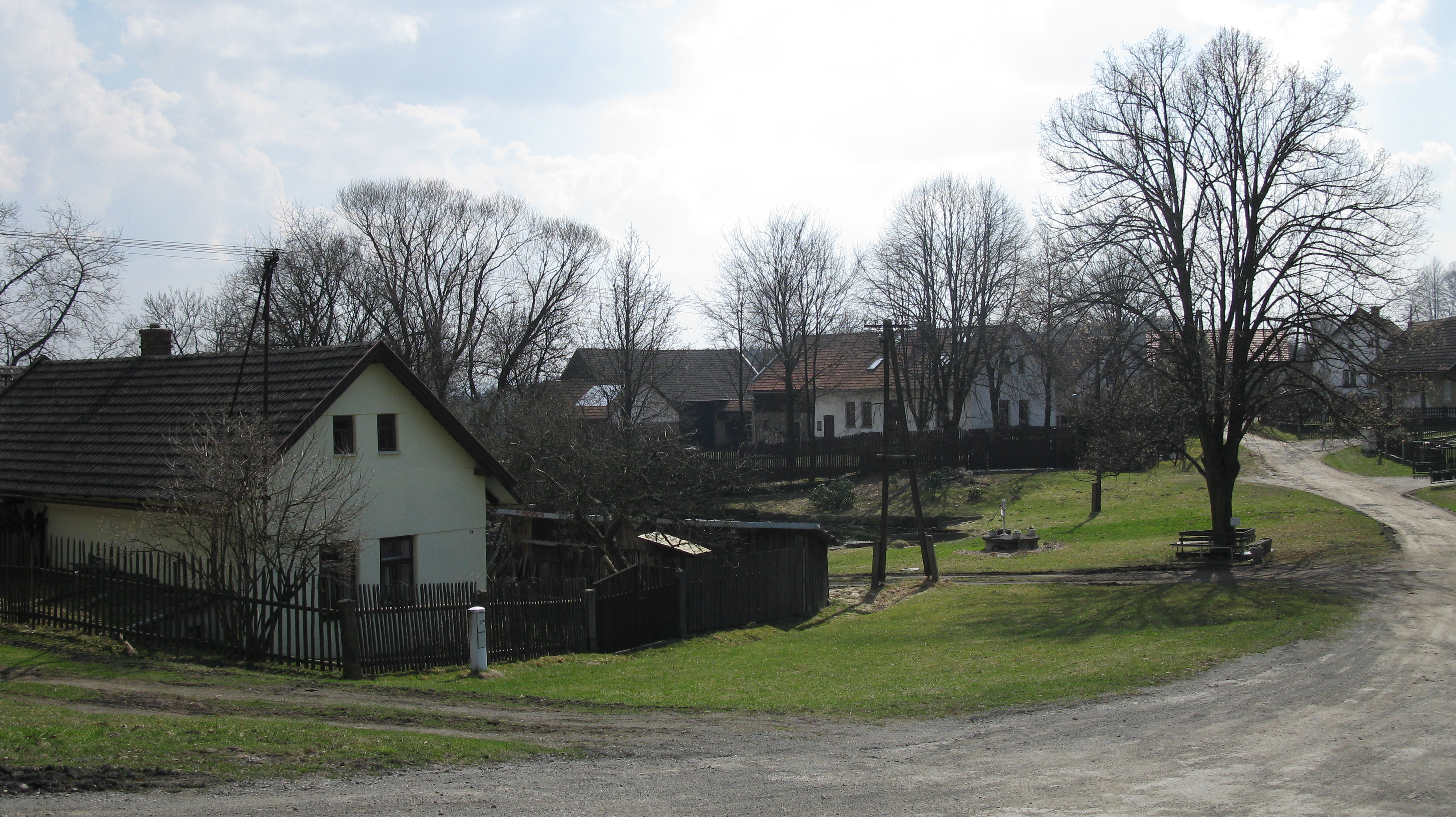
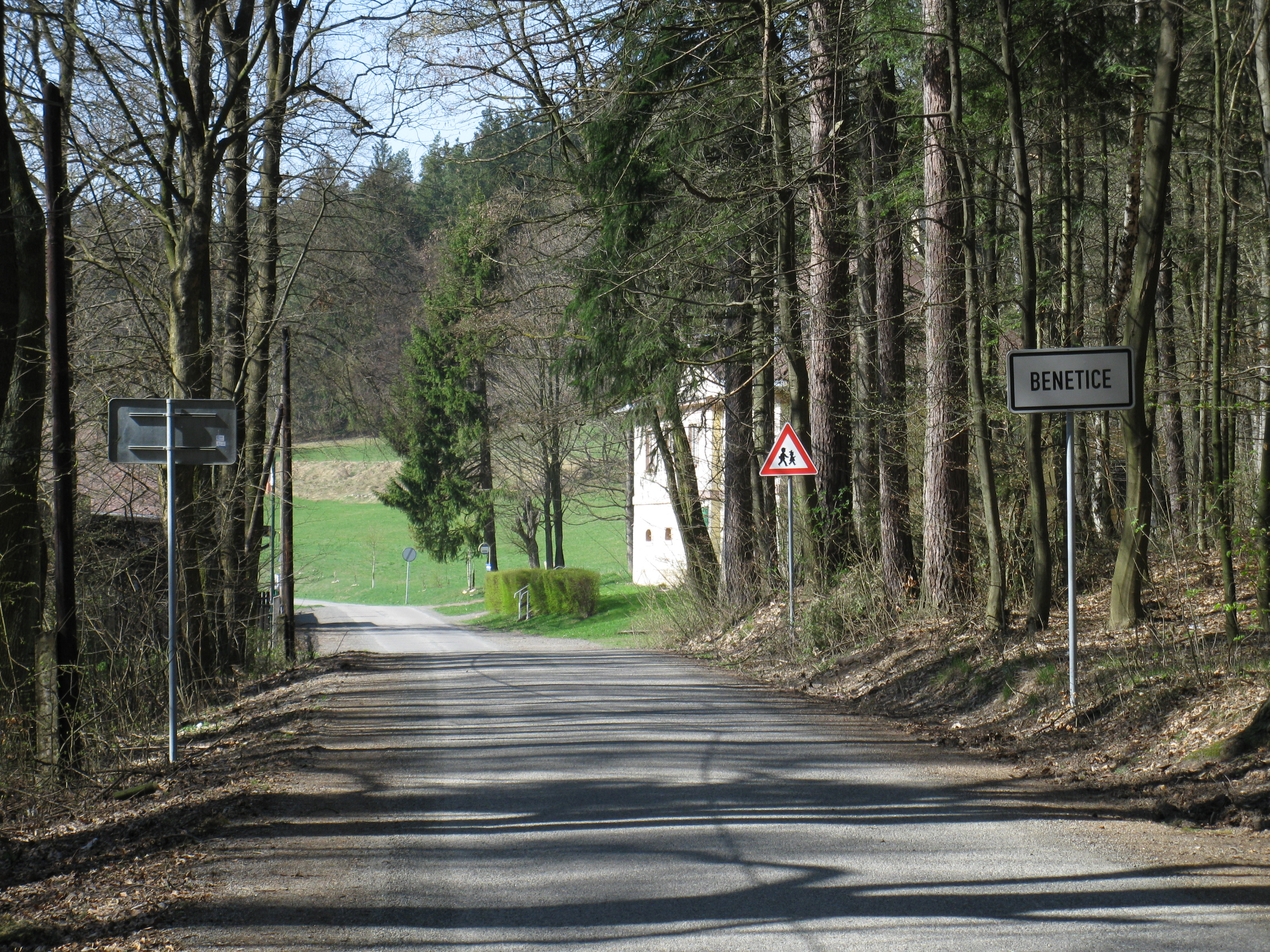
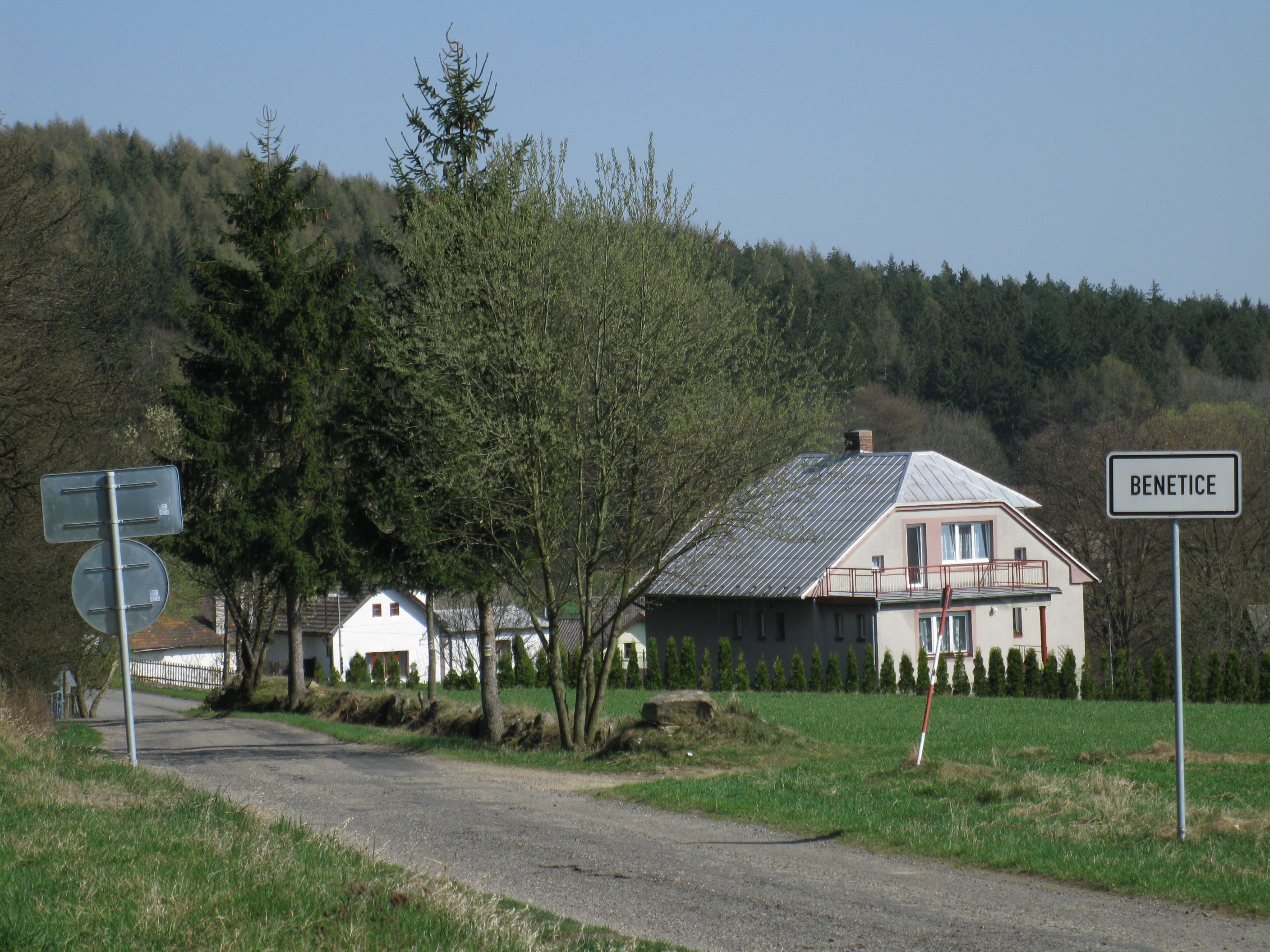
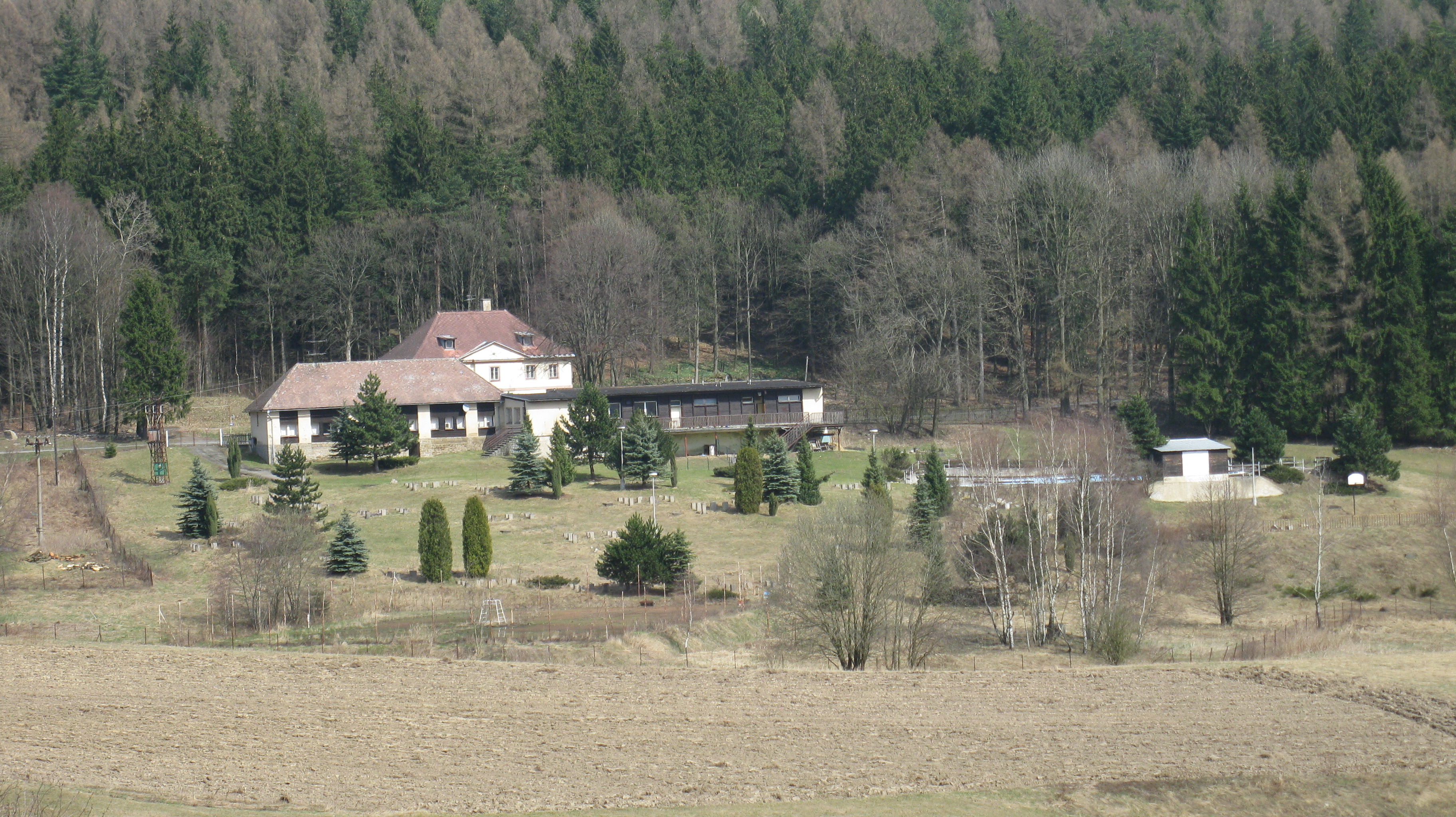
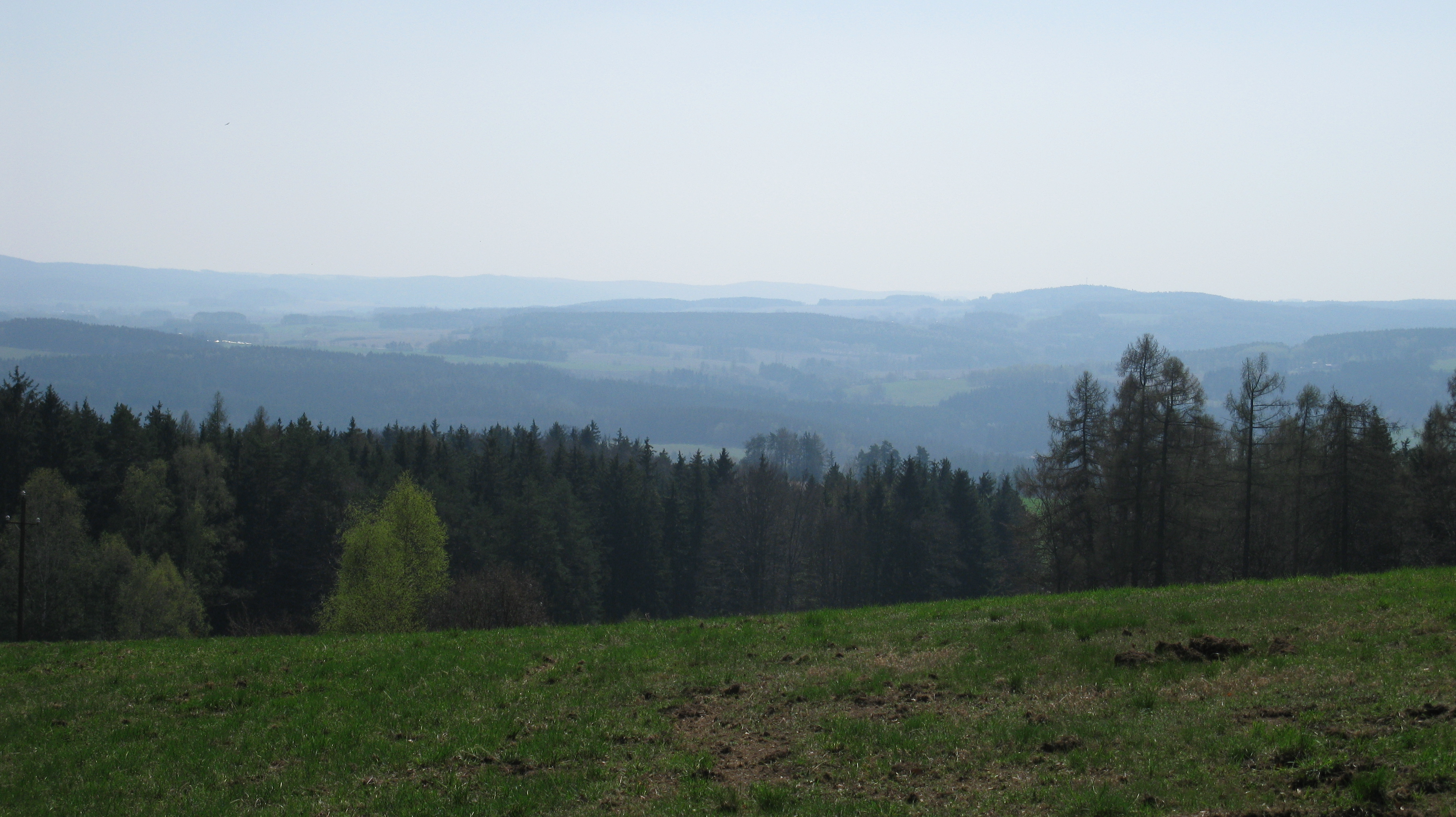